# 城山 (八王子市)
城山（しろやま）は、東京都八王子市にある標高446mの山である。その他の城山と区別するために八王子城山（はちおうじしろやま）とも呼ぶ。

## 概要
山頂からの眺めは想定外で、何ものに遮られずに東京を一望できることである。東京都の奥多摩山域の代表的な山の一つで、多摩百山に選ばれている。かつては深沢山（ふかざわやま）とも呼ばれ、八王子城があった。直下に圏央道の「八王子城跡トンネル」が通っている。この元八王子町の歴史ある土地柄と緑あふれる恵まれた自然の中、丘陵地帯にはホーメストタウン八王子、高尾台住宅・霞ヶ丘住宅、グリーンタウン高尾、松子舞団地など大規模な一戸住宅が造成され、多くの小中学生が巣立っていった。少子高齢化に伴い丘陵地帯に所在した東京都立八王子高陵高等学校（1989年4月開校、現在は高尾の森わくわくビレッジがある場所）は、2005年（平成17年）3月31日で廃校とし、今はない。八王子城の栄華を今も見ている。